# Gravi-kora
La gravi-kora est une double harpe-luth électro-acoustique conçue par le musicien et compositeur américain Robert Grawi à la fin du XXe siècle.

## Histoire
Avant de concevoir la gravi-kora, Robert Grawi avait imaginé le gravikord au début des années 1980. Cet instrument doté de 24 cordes s’accorde d’une façon totalement symétrique, comme la sanza (ou kalimba), et s’accorde en Sol ; Robert Grawi créa par la suite la gravi-kora pour répondre à l’attente des joueurs de kora.

## Lutherie
La gravi-kora, inspirée de la kora mandingue, est dotée de 21 cordes distribuées en deux rangées (onze cordes à gauche, dix à droite). Elle s’accorde comme la kora et se joue, comme elle, à l’aide de l’index et du pouce de chaque main, les autres doigts tenant l’instrument à l’aide de ses antennes. Le corps de la gravi-kora est en acier inoxydable, ses cordes en nylon ; des clefs de guitare placées à la base de l’instrument permettent de l’accorder. La gravi-kora n’a pas de caisse de résonance et se branche sur un amplificateur comme une guitare électrique.

## Jeu
La gravi-kora comme la kora est en Fa et son accord n’est pas rigoureusement symétrique, certaines notes étant groupées (les quatre notes les plus graves - un Fa, un Do, un Ré et un Mi - se suivant sur la rangée de gauche, et les trois notes les plus aigües - un Fa, un Sol et un La - se trouvant regroupées à l’autre extrémité de la rangée de droite).
Les notes jouées par la main gauche sont les suivantes :
Fa1, Do2, Ré2, Mi2, Sol2, Si2, Ré3, Fa3, La3, Do4 et Mi4.
Et voici celles qui sont jouées par la main droite :
Fa2, La2, Do3, Mi3, Sol3, Si3, Ré4, Fa4, Sol4 et La4.
Comme sur la kora, le joueur peut choisir d'accorder l'instrument dans la tonalité de son choix avant de jouer - par exemple en Fa majeur en mettant des Si bémols - mais ne peut faire d'altérations en cours d'exécution du morceau.
La gravi-kora peut être jouée avec toutes sortes d’effets de guitare : vibrato, delay, distorsion, réverbération, pédales wah-wah, pitch shift permettant à l’instrument d’aborder le chromatisme.
Foday Musa Suso a réalisé plusieurs enregistrements avec un prototype de la gravi-kora aux côtés de Herbie Hancock, puis dans son propre album « New World Power ». La gravi-kora a par la suite été adoptée par le Californien Daniel Berkman et le Français Jacques Burtin.

## Partitions

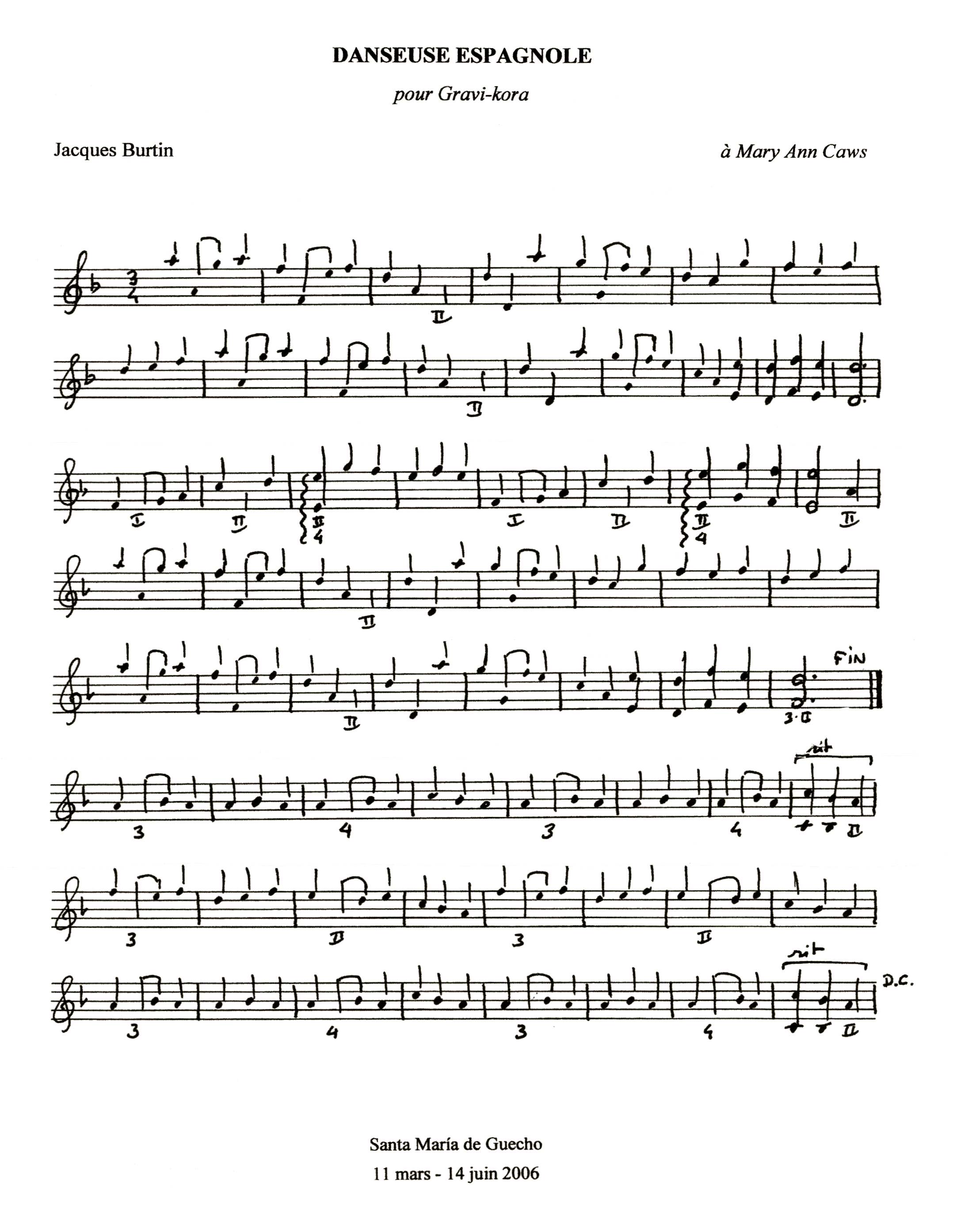
Partition pour Gravi-kora (Jacques Burtin)

La musique pour gravi-kora devrait en principe s’écrire sur deux portées (clefs de Sol et de Fa). Néanmoins les compositeurs écrivant pour cet instrument peuvent adopter une seule portée (en clef de Sol), en se basant sur le système de notation de Keur Moussa. Ce système a été créé par le Frère Dominique Catta, de l’Abbaye de Keur Moussa (Sénégal), dans les années 1970 : les sept notes graves qui devraient être écrites en clef de Fa sont alors représentées par des chiffres (arabes ou romains). Ce système, qui fut créé afin de rendre plus accessible la pratique de la kora, a été adopté par les principaux compositeurs de kora contemporains. Plus de deux cents partitions ont ainsi été créées pour cet instrument (partitions pour kora seule ou pièces pour kora et instruments occidentaux) et peuvent être jouées sans aucune modification sur la gravi-kora.

## Discographie
- 1988 : Making Waves - Bob Grawi (Take That Music)
- 1990 : New World Power - Foday Musa Suso (Island Records)
- 1991 : Rising Tide - Bob Grawi (Take That Music)
- 1996 : Cherries & Stars - Bob Grawi (Take That Music)
- 1998 : Gravikords, Whirlies & Pyrophones - Bob Grawi and various artists (Ellipsis Arts)
- 2005 : Calabashmoon - Daniel Berkman (Magnatune)
- 2008 : Le Chant de la Forêt - Jacques Burtin (Bayard Musique)
- 2009 : Heartstrings - Daniel Berkman (Magnatune)